# Arcidiecéze New Orleans
Arcidiecéze New Orleans (latinsky Archidioecesis Novae Aureliae) je římskokatolická arcidiecéze na území severoamerického města New Orleans s katedrálou sv. Ludvíka v New Orleans. Jejím současným arcibiskupem je Gregory Michael Aymond.

## Stručná historie
Město New Orleans, založené Francouzi v roce 1718, spadalo v době svého vzniku pod diecézi Quebec. Až v roce 1793 byla zřízena rozlehlá katolická Diecéze Louisiany a obou Florid, která byla po Baltimoru druhou nejstarší diecézí na území dnešních USA. Ve své době byla podřízena metropoli v Havaně. Postupně se z ní vydělovaly jiné diecéze, v roce 1826 vznikla diecéze New Orleans, povýšená v roce 1850 na arcidiecézi.

## Církevní provincie

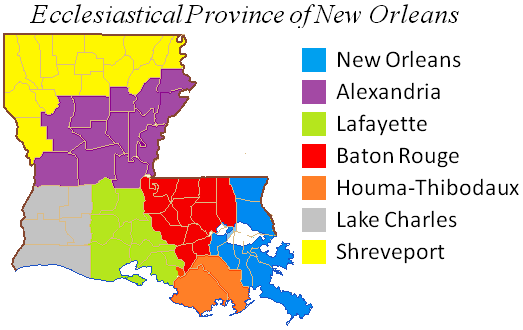
Mapa církevní provincie New Orleans

Jde o metropolitní arcidiecézi, jíž jsou podřízeny tyto sufragánní diecéze na území amerického státu Louisiana:
- diecéze alexandrijská
- diecéze Baton Rouge
- diecéze Houma-Thibodaux
- diecéze Lafayette v Louisianě
- diecéze Lake Charles
- diecéze shreveportská.